# Patinação de velocidade nos Jogos Pan-Americanos de 2011 - 1000 m feminino
A competição dos 1000 metros feminino foi um dos eventos da patinação de velocidade sobre rodas nos Jogos Pan-Americanos de 2011. Foi disputada por dez patinadoras no Patinódromo Pan-Americano em 27 de outubro.

## Calendário
Horário local (UTC-6).
| Data          | Horário | Fase        |
| ------------- | ------- | ----------- |
| 27 de outubro | 10:00   | Semifinal 1 |
| 27 de outubro | 10:15   | Semifinal 2 |
| 27 de outubro | 11:30   | Final       |

## Medalhistas
| Ouro   | COL Yersy Puello   |
| Prata  | VEN Sandra Buelvas |
| Bronze | ARG Melisa Bonnet  |

## Resultados

### Semifinal 1
| Pos. | Patinadora      | País               | Tempo      | Obs. |
| ---- | --------------- | ------------------ | ---------- | ---- |
| 1    | Yersy Puello    | COL Colômbia       | 1min38s260 | Q    |
| 2    | Melisa Bonnet   | ARG Argentina      | 1min38s512 | Q    |
| 3    | Sara Sayasane   | USA Estados Unidos | 1min38s943 | Q    |
| 4    | Dalia Soberanis | GUA Guatemala      | 1min40s263 |      |
| 5    | Evelyn Ramos    | ESA El Salvador    | 1min42s263 |      |

### Semifinal 2
| Pos. | Patinadora          | País           | Tempo      | Obs. |
| ---- | ------------------- | -------------- | ---------- | ---- |
| 1    | Sandra Buelvas      | VEN Venezuela  | 1min35s304 | Q    |
| 2    | Veronica Elias      | MEX México     | 1min35s390 | Q    |
| 3    | Catherine Peñan     | CHI Chile      | 1min35s572 | Q    |
| 4    | Martine Charbonneau | CAN Canadá     | 1min37s949 | Q    |
| 5    | Jennifer Monterrey  | CRC Costa Rica | 1min38s337 | Q    |

### Final
| Pos.              | Patinadora          | País               | Tempo      |
| ----------------- | ------------------- | ------------------ | ---------- |
| Medalha de ouro   | Yersy Puello        | COL Colômbia       | 1min35s056 |
| Medalha de prata  | Sandra Buelvas      | VEN Venezuela      | 1min35s336 |
| Medalha de bronze | Melisa Bonnet       | ARG Argentina      | 1min35s439 |
| 4                 | Veronica Elias      | MEX México         | 1min35s572 |
| 5                 | Catherine Peñan     | CHI Chile          | 1min36s221 |
| 6                 | Martine Charbonneau | CAN Canadá         | 1min38s054 |
| 7                 | Jennifer Monterrey  | CRC Costa Rica     | 1min40s194 |
|                   | Sara Sayasane       | USA Estados Unidos | DNF        |